# Lac Nipissing
Pour les articles homonymes, voir Nipissing.
Le lac Nipissing est un lac situé dans la province canadienne de l'Ontario. 

## Géographie
Il a une surface de 873,3 km2 et est à une altitude de 196 mètres. Le lac compte de nombreuses îles. Il est situé entre la rivière des Outaouais et le lac Huron.
Au nord-est du lac se trouve le plus grand centre urbain du lac (North Bay). On y trouve également Callander, Sturgeon Falls, Garden Village, Cache Bay et Lavigne.
Le lac alimente le lac Huron, via la baie géorgienne, avec la rivière des Français. Le lac se trouve à 25 km au nord-ouest du Parc provincial Algonquin.

## Histoire
En 1610, le premier Européen à visiter le lac fut l'aventurier Étienne Brûlé. Dans les années 1620, Jean Nicolet, un autre coureur des bois français, a vécu plusieurs années le long du lac avec les Amérindiens jusqu'en 1633, lorsqu'il fut rappelé à Québec comme interprète en langue indienne pour la Compagnie des Cent-Associés. La première implantation européenne le long du lac date de 1874 et en 1882 la Police montée du Nord-Ouest s'installa au nord-est du lac.

## Écologie
Le lac abrite environ 40 espèces de poissons dont :
- L'achigan à petite bouche ;
- Le Doré jaune ;
- Le brochet.

## Étymologie
En langue algonquinne, Nipissing signifie « Grande eau ». Ce nom fut donné à beaucoup de localités dans la région. 

## Économie
Au début, l'économie autour du lac était basée sur le commerce des fourrures. Actuellement, l'économie est plus axée sur le tourisme.

## Galerie

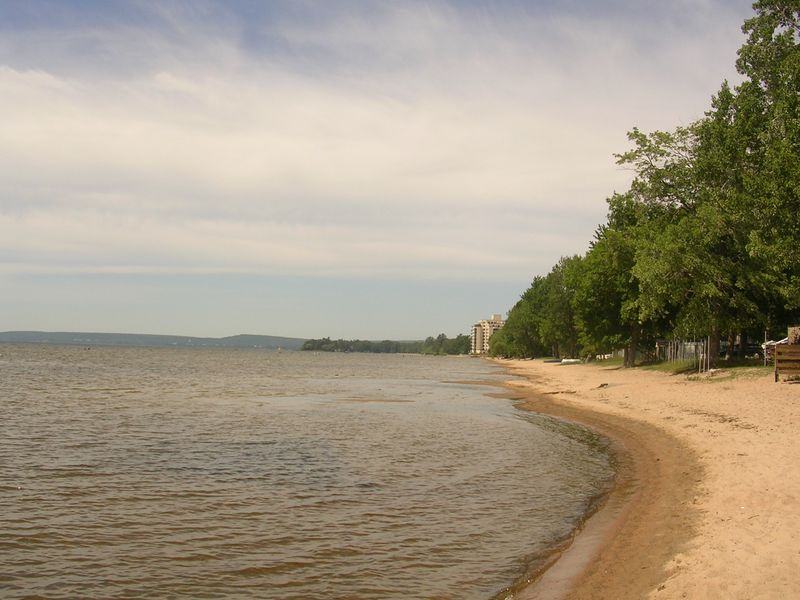
Une plage le long du lac
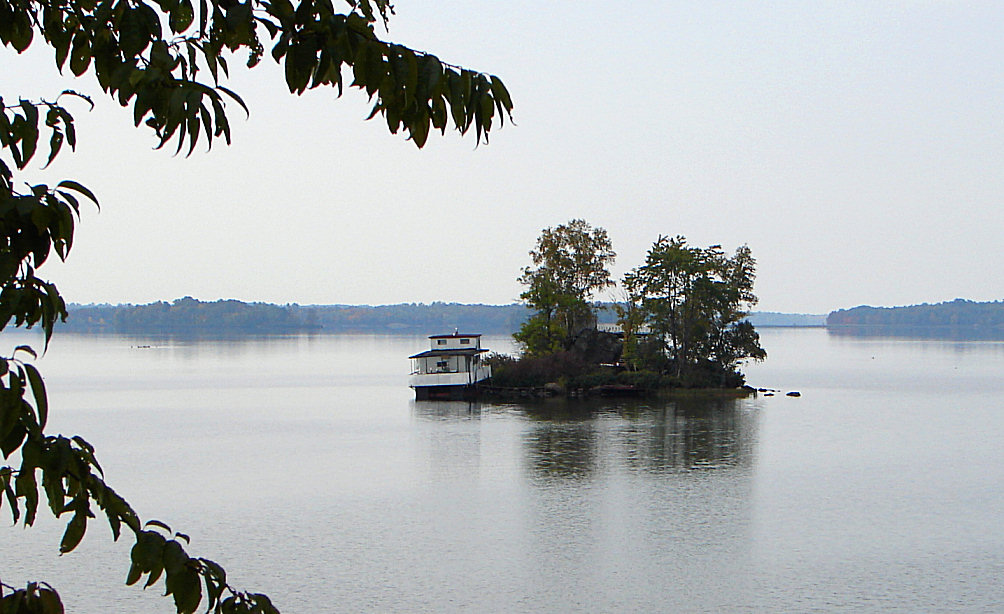
Callander Bay, sur le lac Nipissing